# Рик Герд Хамер
Рик Герд Хамер (Метман, 17. мај 1935 — Сандефјорд, 2. јул 2017) био је немачки лекар и практикант алтернативне медицине. 
Оснивач је Германске нове медицине, система псеудо-медицине која је наводно могао да излечи канцер. Швајцарско друштво за канцер је описало Хамеров приступ као „опасан, посебно што доводи пацијенте у лажан осећај безбедности, тако да су остављени без других ефикасних третмана“.
Хамер је имао дозволу да се бави медицином од 1963. до 1986. када му је одузета због надрилекарства. Хамеров систем је дошао у пажњу јавности 1995. када су родитељи детета које је боловало од канцера одбили лекарски третман у корист Хамерових метода. Хамер је оптужен и осуђен у неколико европских земаља.
Хамер тврди да је његов метод германска алтернатива данашњој клиничкој медицини, за коју сматра да је део јеврејске завере да десеткују не-Јевреје.

## Германска нова медицина
Германска нова медицина или ГНМ је псеудонаучни приступ лечењу најтежих болести, установљен од старне доктора Рика Герда Хамера, а које се односи на комплетну медицину као науку.

### Принципи нове медицине
Њену основу чине 5 емпиријски биолошких природних закона који се могу применити на сваки појединачан случај болести, било да се ради о човеку, животињи или биљци, шта више важе и за једноћелијске организме.
- Први закон је такозвано “Гвоздено правило” и каже: Све озбиљне болести потичу од шокантног догађаја који је јединка искусила као нешто веома тешко, изразито драматично и изоловано. Садржај психолошког конфликата одређује локацију на којој се појављује фокус конфликта и то је оно што се види на ЦТ снимку мозга као низ концентричних прстенова назван ХХ. Ово место је увек у корелацији са неком локацијом у организму и на том месту у том ткиву ће се развити симптоми болести. Даљи развој конфликта одређује и даљи развој лезије у мозгу (фокуса названог Херманово жариште) и развоја болести у ткиву неког органа.

- Други закон (дефинише постојање две фазе болести) и каже: Пацијент који још није решио конфликт је у првој активној конфликтној фази, где симпатички нервни систем преовлађује и ефекат се очитује падом енергије). Ако пацијент успе да реши овај конфликт, улази у другу фазу – фазу лечења (репарације) у којој парасимпатички нервни систем преовлађује, и тада се манифестација ове активности дијагностикује као “топла болест” (то су реуматске, инфективне, алергијске и сл. болести). Ова друга фаза, заправо фаза лечења, изискује много више ризика, и право комплетно излечење настаје так на завршетку овог читавог процеса. У одређеним околностима, нерешавањем конфикта већ само његовим снижавањем на ново прихватљив за живот, може често бити боље него суочаање са другом фазом, тј. потпуним излечењем. (Овде се вероватно ради о тешким запаљењским процесима или често дегенеративним болестима када организам “реши” да неки орган потпуно избаци из употребе).

- Трећи закон (онтогенетски систем тумора и еквивалентне болести) каже: Напредак неке болести је првенствено контролисан из мозга и то или из “старог мозга” (продужена мождина и мали мозак” или из “новог мозга” (великог мозга). “Стари мозак” управља примитивним процесима, а “нови мозак” се бави друштвеним и територијалним питањима читаве јединке у односу на спољни свет. Тако се одређени емоционални конфликти, као што је на пример психолошки конфликт одвајања, сукоб идентитета или територијални сукоб или доживљај обезвређивања манифестују као Хамерово жариште у том делу мозга и активирају се онда сигнали који се шаљу у ткиво које је везано за тај мождани регион. Ово су такозване психосоматске болести. Хамер је тако једноставно, уважавајући чињеницу да су психа, ткиво и мозак јединствен систем, могао на основу само једног познатог паратемтра, а то је ЦТ снимак мозга, да дијагностикује стање читавог организма. У једном свом интервјуу он наводи: „Након једног предавања које сам имао у Бечу, маја 1991. колега лекар ми је дао снимак ЦТ мозга једног свог пацијента и питао ме да откријем на основу тога његово органско стање и које конфликте има. Било је тада присутно двадесет колега од којих су неки били радиолози , а неки ЦТ специјалисти. Од три нивоа (која симултано погађа Дирк Хамеров Синдром), ја сам имао само ниво мозга. Од тог снимка био сам у стању да дијагностикујем карцином у стању крварења у бешици који је био у фази залечивања, стари карцином простате, дијабетес, стари карцином плућа и сензорску парализу једне специфичне регије у организму и наравно одговарајуће конфликте. Колега који ми је да ЦТ снимак је устао и рекао: ’Честитам господине Хамер. Пет дијагноза -пет погодака. То је тачно оно што пацијент има и ви сте тачно установили шта он има сада и шта је имао пре. Фантастично!’Један радиолог ми је рекао: ’Од сада сам убеђен у вашу методу. Како сте погодили да има крварење карцинома у бешици? Нисам ништа нашао на ЦТ-у’.

- Четврти закон (онтогенетски систем микроба) каже да: Микороби нису узрочници болести али се користе у организму и њихов рад координише такође мозак како би оптимизовао фазу лечења, под условом да су одређени микроби на располагању када је то потребно. Гљивице и микобактерије раде на ткивима који потичу од ендодерма, као и на некима који потичу од мезодерма. Бактерије раде на свим ткивима изведеним из мезодерма док се вируси појављују на онима изведеним из ектодерма. Др Хамер сматра да микроби заправо имају веома важну улогу у лечењу, и не мисли да су они штетни по организам као што то тврди теорија Луја Пастера.

- Пети закон (“Суштина”): Конфикална активна фаза и фаза излечења након конфликта, како је горе описано, сачињавају “природне програме посебног значаја” који су развијени за време еволуције врста и без престанка функционишу и у случају разних стресова и посебно у случају краткотрајног престанка енергетског напајања. Тако по др Хамеру, болести у оном смислу како их третира савремена алопатска медицина заправо и не постоје већ све ове манифестације које су дефинисане као “болести” представљају природно програмирање организма са циљем одржавања живота. Том програму припадају и творевине као што су бактерије, гљивице и вируси.

Шарлатанска прича о "Германској новој медицини" се у данашње време наставља кроз тзв. "бионеуроемоцију" извесног Енрика Корбере из Шпаније.